# Rhopalotettix
Rhopalotettix is een geslacht van rechtvleugeligen uit de familie doornsprinkhanen (Tetrigidae). De wetenschappelijke naam van dit geslacht is voor het eerst geldig gepubliceerd in 1910 door Hancock.

## Soorten
Het geslacht Rhopalotettix omvat de volgende soorten:
- Rhopalotettix chinensis Tinkham, 1939
- Rhopalotettix clavipes Hancock, 1910
- Rhopalotettix gracilis Willemse, 1928
- Rhopalotettix guangxiensis Zheng & Jiang, 1998
- Rhopalotettix hainanensis Tinkham, 1939
- Rhopalotettix taipeiensis Zhang, Yin & Yin, 2003
- Rhopalotettix taiwanensis Liang, 1993
- Rhopalotettix uncusivertex Zheng, 2003